# Bosc dels Estats Alemanys
{
El Bosc dels Estats Alemanys és una iniciativa per a la plantació i reforestació del desert del Nègueb a Israel que, a més, simbolitza l'amistat entre Alemanya i Israel. Aquest bosc va ser plantat, en part, en terrenys reclamats pels ciutadans beduïns del país.
Gràcies a les nombroses donacions rebudes d'Alemanya, l'any 1991 ja s'havien plantat al Bosc dels Estats Alemanys, situat al voltant de la ciutat de Beerxeba, més de 420.000 arbres.
L'iniciador i patrocinador de la iniciativa, posada en marxa a principis dels anys noranta, fou l'expresident d'Alemanya Johannes Rau. L'any 1995, el Fons Nacional Jueu (en alemany, Jüdischer Nationalfonds) li concedí la seva primera Branca d'Olivera d'or per la tasca duta a terme.
Actualment la proposta rep el patrocini de diversos polítics, com ara Kurt Beck (president de Renània-Palatinat), Hans Eichel (expresident de Hessen), Johannes Rau (expresident de Rin del Nord-Westfàlia i d'Alemanya) i de Bernhard Vogel (expresident de Renània-Palatinat i president de Turíngia), així com de diversos alcaldes i exalcaldes com ara Eberhard Diepgen (Berlín), Jens Beutel (Magúncia), Petra Roth (Frankfurt), Manfred Ruge (Erfurt), Peter Schönlein (Nuremberg), etc.
Molts municipis alemanys han participat plantant arbres i petits boscos al Bosc dels Estats Alemanys, col·laborant significativament en el reviscolament del desert.
El desembre del 2012, el Fòrum de Convivència del Negev (NCF) va escriure una carta als membres del partit, instant-los a aturar el projecte de donacions i explicant la complexa realitat del Negev. A més, NCF va produir un vídeo amb el Dr. Awad. Abu Freich, un dels propietaris del terreny on hi ha plantat el bosc. L'SPD va reaccionar a aquesta carta consultant amb el Jüdischer Nationalfonds sobre aquest bosc en particular.
La millora del clima i l'espai d'esbarjo que suposa el bosc són una col·laboració important a la millora de la qualitat de vida dels habitants de la regió.